# Saihan
Saihan är ett stadsdistrikt i Hohhot i den autonoma regionen Inre Mongoliet i norra Kina.